# Sukhoi
Sukhoi (en ruso: Сухой, AFI: [sʊˈxoj]; transliterado al español como Sujói), formalmente PAO compañía Sukhoi (en ruso: ПАО «Компания Сухой»), es un importante grupo industrial de empresas de ingeniería aeroespacial de Rusia. Fue fundada por el ingeniero Pável Sujói en 1939 en Moscú, ciudad donde actualmente tiene su sede oficial, además de contar con una oficina de diseños, cuenta con fábricas en Irkutsk, Novosibirsk y Komsomolsk del Amur. En 1996 el grupo integró a la compañía de aeronaves anfibias, Beriev. Desde el 2006 forma parte de la Corporación de Aeronaves Unidas junto a otras históricas compañías rivales como Mikoyán o Túpolev.
Los últimos modelos de la empresa son presentados en la exhibición anual MAKS que se realiza cerca de Moscú desde 1993, junto a otras empresas de la industria aeronáutica.

## Historia

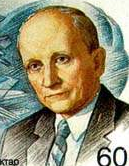
Sello en honor al ingeniero soviético Pável Sujói en 1995.

### 1939-1949
En marzo de 1930, nueve años antes de la creación de la oficina, el ingeniero aeroespacial Pavel Sujói, fue nombrado como responsable del equipo número 4 de ingenieros de la oficina de diseño aeronáutico «Agos», surgido de la importante organización científica TsAGI (acrónimo de «Instituto Central de Aerohidrodinámica N. Y. Zhukovski») creado en 1922 en la Unión Soviética. Este instituto será uno de los elementos importantes en el desarrollo de la industria aeronáutica de Rusia.  
El equipo, ayudado por la experiencia del ingeniero Andréi Túpolev, produjo cazas experimentales como el I-3, I-14 y el DIP, el Túpolev ANT-25, volado por famosos aviadores soviéticos, Valeri Chkálov y Mijaíl Grómov, y los bombarderos de largo alcance como el Túpolev TB-1 y el Túpolev TB-3. También fue artífice del diseño del avión comercial de largo alcance denominado RD, con el que los pilotos lograron entonces el récord de la mayor distancia recorrida en un vuelo, durante 62 horas sobrevoló unos diez mil kilómetros sin escalas.
En 1936, Iósif Stalin, líder de la Unión Soviética, solicitó la necesidad de construir un avión de combate con múltiples funciones. Como resultado de esta demanda,  el primer avión prototipo voló en agosto de 1937, el BB-1, un avión de reconocimiento y bombardero ligero. El segundo prototipo de la aeronave, realiza su primer vuelo el 29 de enero de 1938 y el BB-1 pasa a ser denominado como Su-2. Con la resolución gubernamental del 29 de julio de 1939, se aprobó su construcción y el OKB Sukhoi, designado como OKB-51, con el mismo nombre que tendrá la oficina de diseño como (OKB-51, con prefijo Su para sus diseños). El BB-1 fue introducido y luego adoptado por las Fuerza Aérea Soviética ese mismo año.  

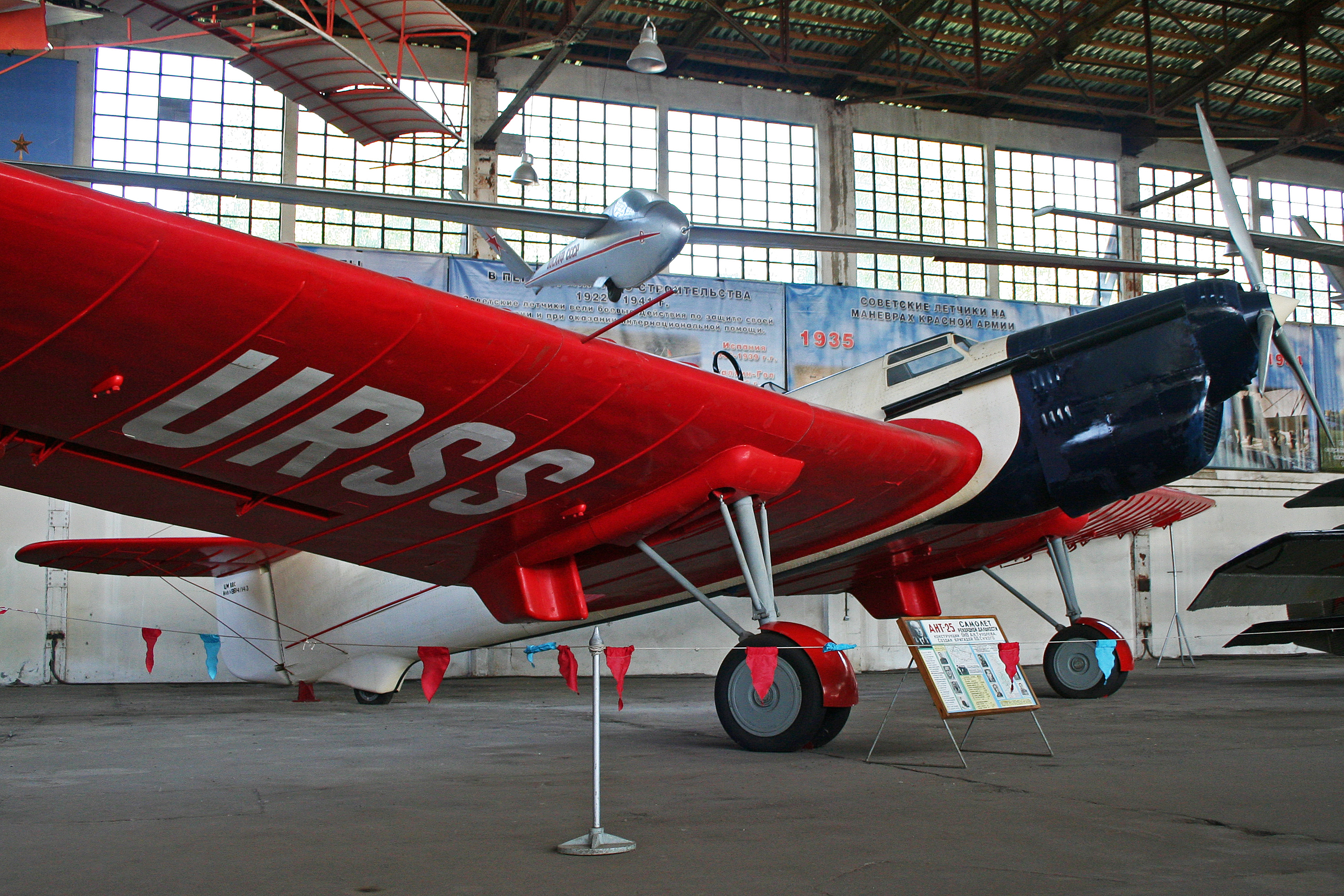
Réplica en Moscú del avión soviético experimental de largo alcance, el Túpolev ANT-25.

Construido en serie desde 1940 hasta 1942, se produjeron un total de 900 aviones Su-2 y sería el mayor éxito de Sukhoi durante décadas.  La aeronave destacaba por una estructura de la cabina amplia que mejoraba el campo de visión del piloto, o una mejor ubicación de las bombas que disminuía el rozamiento con el viento y ayudaba a mejorar por tanto la velocidad del caza. El éxito de la aeronave logró que el equipo de ingenieros liderados por Sujói consiguiera independizarse como oficina de diseño y trasladarse a la fábrica de construcción aeronáutica número 135 en Járkov, en la RSS de Ucrania. 

Durante la primera década de la existencia de la oficina de diseño y especialmente como consecuencia de la Segunda Guerra Mundial, fue habitual el cambio periódico de su ubicación. Creada en 1939 en Járkov, en 1940 se trasladó a las afueras de Moscú, a Podlipki cerca de Kúbinka, a la fábrica número 289. En 1941 fue evacuada a la ciudad de Molotov, donde se fusionó con la fábrica 135 evacuada allí. En 1942, la oficina de diseño recuperó su independencia al volver a encontrarse en su propio edificio, y la producción propia en la fábrica número 289, y en 1943 re-evacuados de nuevo cerca de Moscú, pero ahora en Túshino, al sitio de la antigua fábrica 464. En 1945, la fábrica 289 se combinó con la fábrica de Moscú número 134, bajo el número general 134. A pesar de todas estas dificultades asociadas con el traslado de la  producción y reorganización, la oficina liderada por Sujói continuó trabajando todos estos años en la creación de nuevos modelos de aviones.

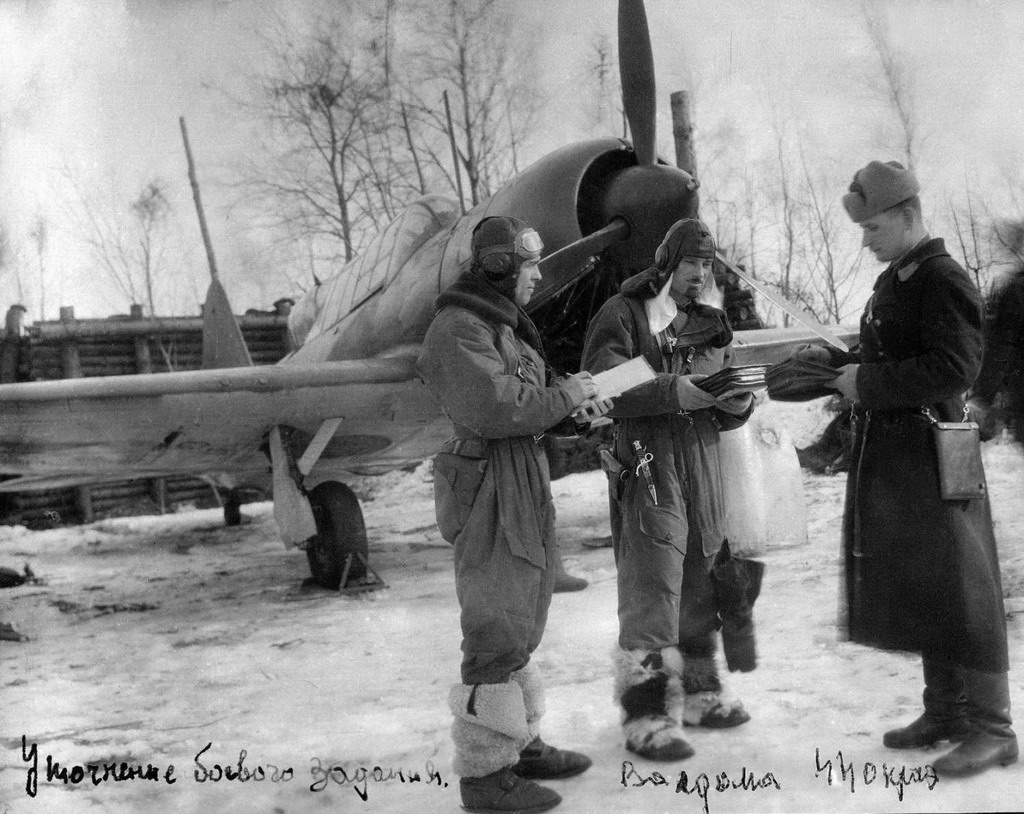
Foto en el Óblast de Leningrado (1944) con el avión Su-2 al fondo.

Con el desarrollo de la guerra, el Su-2 necesitaba un sucesor, ya que se demostró obsoleto y pobremente armado contra los aviones alemanes, con 222 aviones destruidos en total. Sujói y su oficina diseñaron un avión blindado de ataque terrestre de dos asientos, el Su-6, considerado en algunos términos como superior a su competidor, el Ilyushin Il-2. Sin embargo, el gobierno más tarde eligió el Il-2 sobre el Su-6, aunque recompensó a Sujói con un premio Stalin por su desarrollo en 1943.
El equipo se centró después en el desarrollo de variantes del Su-2: el caza Su-1 (Su-3) que tenía una pieza artillada o el avión de ataque blindado bimotor Su-8, pero descartado posteriormente con el avance soviético en el frente oriental y la adopción de otros aviones.  
Los aviones Sukhoi tuvieron un gran protagonismo durante algunas de las etapas más importantes de la guerra, como la batalla de Moscú, el ataque alemán a Stalingrado o en la enorme ofensiva alemana en Kursk. Después de la guerra, la oficina de Sujói fue de los primeros equipos de ingenieros soviéticos que lideraron la investigación y construcción de los primeros aviones a reacción, creando varios aviones de combate experimentales. Comenzó a desarrollar dos aviones de combate, el Su-5 y el Su-7 antes del final de la guerra en 1945. El Su-5 era un prototipo de caza de reacción mixto, utiliza un propulsor y una turbina para su impulso, y aunque se canceló tuvo un vuelo inaugural el 6 de abril de 1945. El Su-7 era un caza de superioridad aérea de velocidad supersónica y de gran alcance, y fue adoptado por la Fuerza Aérea Soviética en 1959, durante más de catorce años. 

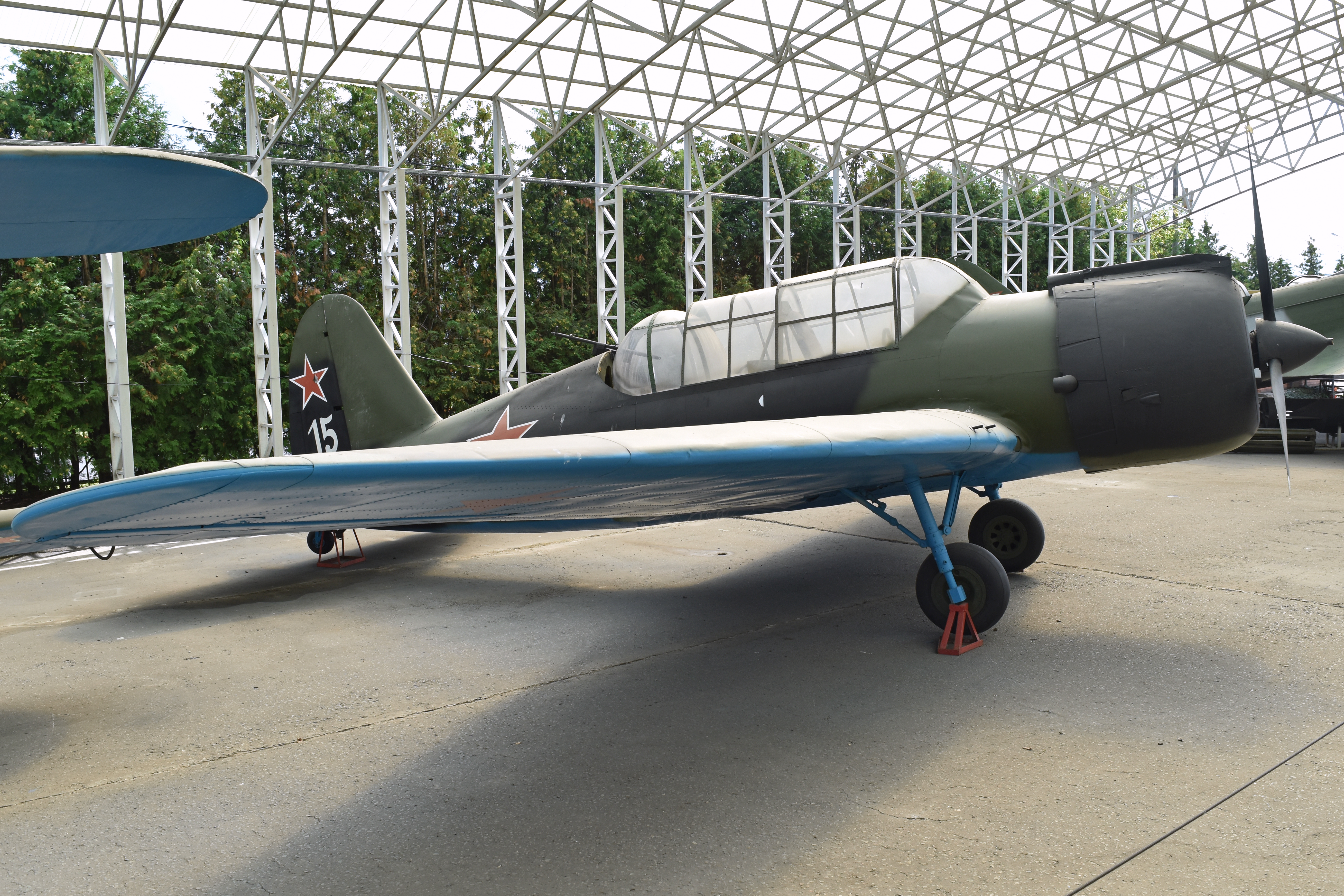
Reconstrucción con algunos componentes originales, de un caza Su-2 «blanco 15», exhibido en el parque Victoria del Museo de la Gran Guerra Patriótica, Moscú (2017).

El prototipo de avión conocido como Su-9, fue el primer avión a reacción desarrollado por la oficina. Realizó su primer vuelo el 13 de noviembre de 1946, las pruebas de fábrica se completaron en agosto y las pruebas estatales en diciembre de 1947. En mayo de ese mismo año, se presentó el Su-11, que sería su sustituto. Equipaba el primer turboventilador propio TR-1 a diferencia del motor RD-10 del Su-9. El primer vuelo se realizaba el 28 de mayo, en agosto participaba el Su-9 y el Su-11 en el desfile aéreo de Túshino. Las pruebas de fábrica se completaron en abril de 1948, sin embargo no se llegaron a completar las pruebas estatales y no fue producido en serie. 
Durante los siguientes años, Sujói y su equipo desarrollaron el primer sistema de control de vuelo de la Unión Soviética, sistemas de frenado para el aterrizaje basados en el uso del paracaídas, asientos eyectables por el sistema de catapulta y otros sistemas aeronáuticos 
Además la oficina de diseño comenzó a trabajar en los diseños de otros aviones de combate como el bombardero Su-10, un avión con cuatro motores construido en 1948, y aunque pasó las pruebas en tierra, debido a la reducción de gastos en investigación, a mediados de año se suspendió su desarrollo. 
Desarrollaron el avión de reconocimiento de artillería Su-12. Este prototipo, realizó su primer vuelo el 26 de agosto de 1946. Las pruebas estatales se llevaron a cabo desde diciembre de 1947 hasta mayo de 1948. En agosto de 1948, el Su-12 participó en el desfile aéreo en Túshino. Según un programa adicional de pruebas, de julio a septiembre de 1949, se llevaron a cabo los ensayos estatales para el armamento del Su-12.  El avión aunque fue recomendada su producción en serie, no se efectuó. El Su-12 destacaba por el armamento defensivo, con una torreta VTE-2 y un cañón de popa KG-1.

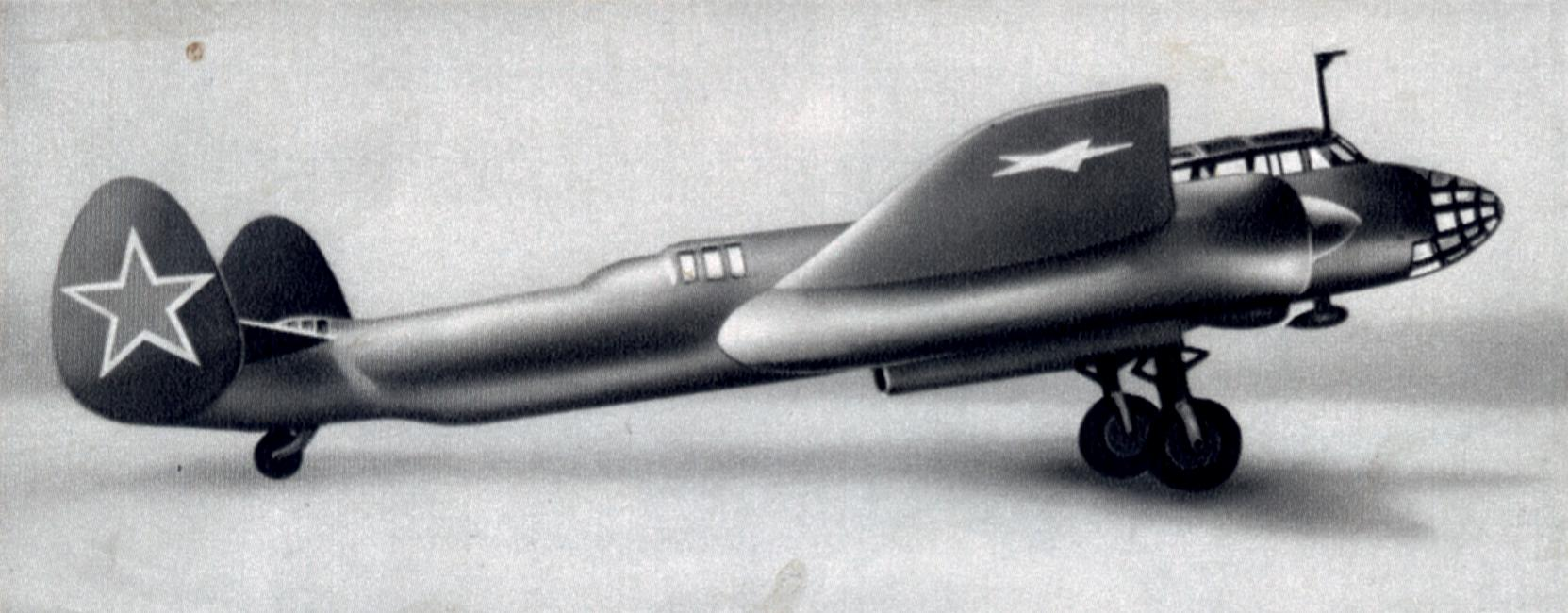
Gráfico de un bombardero UTB-2.

Los proyectos de diseño aeronáutico no cesaban y se trabajaba en un avión de transporte civil y militar, o un nuevo avión de combate con la denominación de Su-14. También utilizaron el diseño del bombardero Tupolev Tu-2 para desarrollar y producir el bombardero de entrenamiento para tripulaciones, el UTB-2. El prototipo de avión superó con éxito las pruebas de fábrica y estatales de junio a septiembre de 1946.  Construido en serie desde 1947 hasta 1949, se produjeron un total de 176 aviones. Parte de estas máquinas a principios de los años cincuenta se exportó a Polonia y China.
Desde 1946, la oficina de diseño, junto con TsAGI, realizó trabajos para determinar la forma aerodinámica de un caza interceptor. En 1947, se completó un diseño preliminar y en enero de 1949 se probó en vuelo el prototipo caza-interceptor Su-15, cuyas pruebas continuaron hasta junio. El primer vuelo del prototipo fue el 11 de enero de 1949.  Las pruebas de la fábrica fueron interrumpidas en junio de 1949 por un accidente en el que se perdió el primer prototipo. No fue posible establecer la causa real de este accidente de vuelo. Se construyó un segundo prototipo del Su-15 que se abandonó a finales de 1949. En el verano de 1949, se construyó el avión de combate supersónico Su-17, en septiembre se probó en tierra, y en octubre el avión estaba listo para las pruebas de vuelo. El Su-17 es el primer avión de Sukhoi con un sistema de supervivencia del piloto combinado que consiste en una cabina desmontable y un asiento eyectable además de contar con alas de geometría variable. 
Sin embargo, un accidente con el Su-17 en 1949 frenó el desarrollo de los diferentes prototipos e incluso provocó el cierre temporal de la oficina. A partir de este año, Sujói perdió el favor de Stalin y, en una resolución del gobierno, se disolvió la oficina de diseño y el equipo de ingenieros se vio obligado a volver a trabajar junto al equipo de Andréi Túpolev. En 1953, con la muerte de Stalin, se le permitió restablecer su propia oficina de diseño junto con unas nuevas instalaciones para la construcción en serie de aeronaves, llegando a formar parte de una de las mayores empresas aeronáuticas de la URSS durante las siguientes décadas con miles de empleados.

### 1953-1965

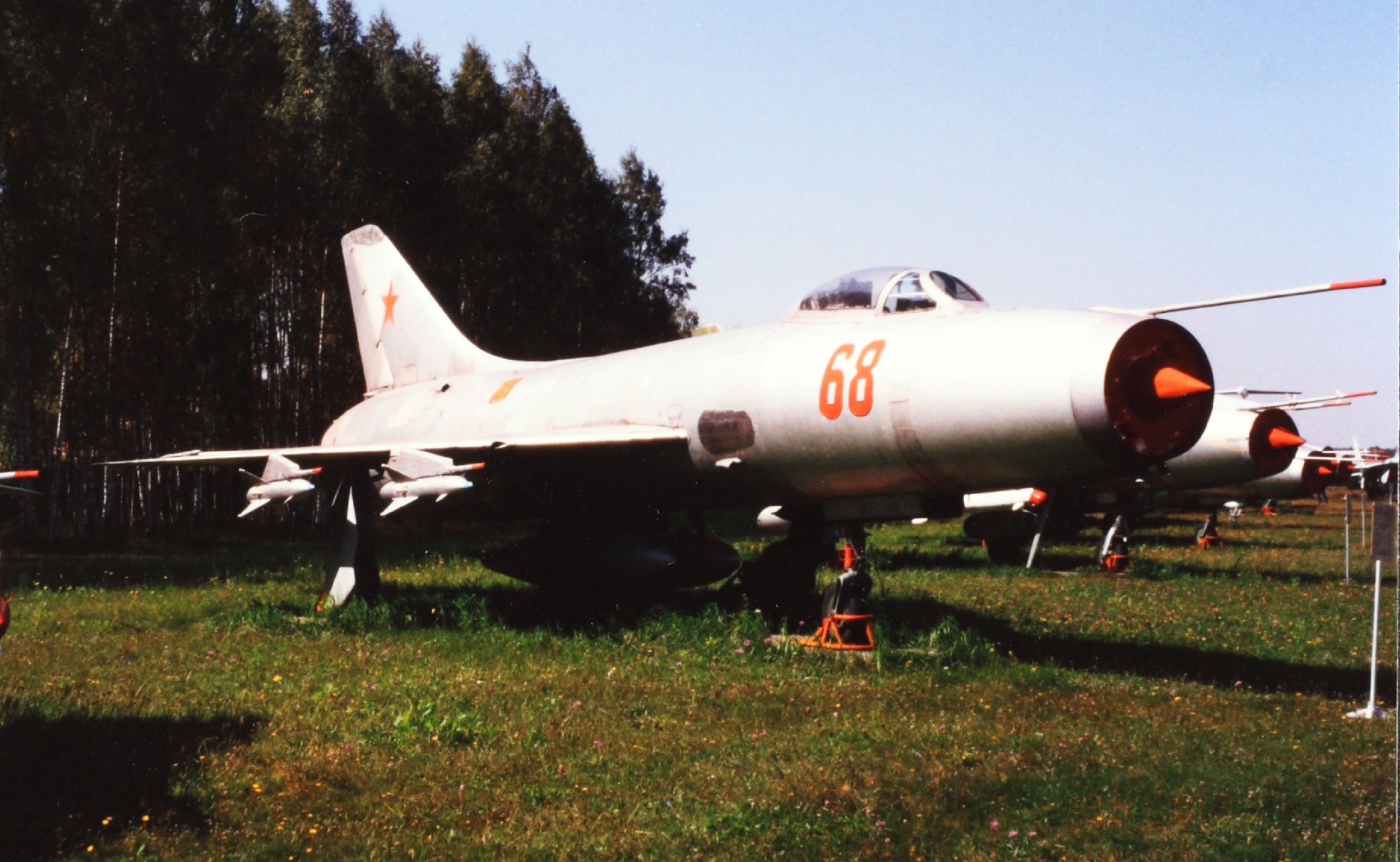
Varios cazas a reacción Su-9 en el Museo Central de la Fuerza Aérea en Mónino

El 14 de mayo de 1953 Sujói fue nombrado jefe de diseño de la oficina número 1 (OKB-1). La tarea principal en ese momento era igualar el caza F-86 Sabre de Estados Unidos, pero el 5 de agosto se firmó un nuevo decreto del gobierno, según el cual Sujói fue designado responsable de crear dos tipos de cazas completamente originales y novedosos. Así, el año 1953 fue el año de la reactivación de la oficina de diseño Sukhoi. En noviembre de 1953, la oficina de diseño se hizo con el control de la antigua fábrica número 51 como base para la producción de aviones. En diciembre de 1953, la reubicación se completó. Al año siguiente, los dos nuevos proyectos se convierten en el principal trabajo durante la próxima década. Durante este tiempo, se diseñaron, probaron, pusieron en producción y adoptaron:
- El caza S-1, prototipo de la producción en serie posteriormente de la serie Su-7, sobre la base de la cual, a su vez, se creó una familia completa de caza-bombarderos tipo Su-7B. Las alas se disponían en forma de estrella. La producción en serie de estos aviones duró más de quince años, se produjeron más de mil ochocientos aviones, incluidos los exportados a nueve países.

- El caza T-3, prototipo con alas en forma triangular que daría origen a la producción en serie de los interceptores Su-9 y Su-11, que también se produjeron en una serie que superó la marca de mil cien unidades. Los aviones de este tipo en los años sesenta fueron los aviones de combate más rápidos y capaces de volar a mayor altitud en la URSS y permanecieron en servicio con las fuerzas de defensa aérea hasta principios de los años ochenta.

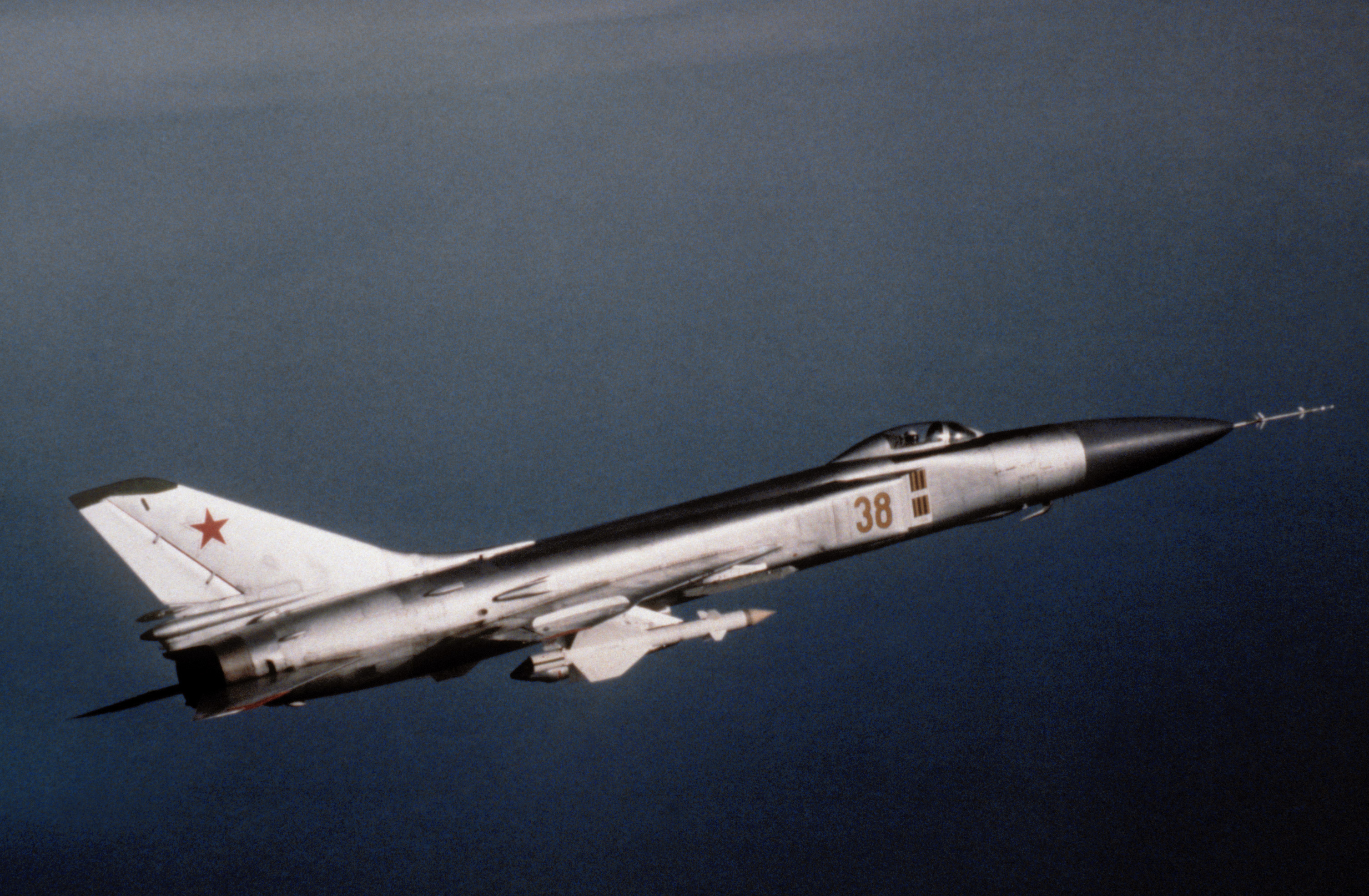
Un caza Su-15 (designación OTAN Flagon) armado con misiles R-98MR, en 1989.

Un prototipo evolucionado del T-3, el denominado T-4 fabricado en 1962, utilizó por primera vez la tecnología de fusión del titanio para la estructura del fuselaje, un motor con acelerador automático o un nuevo y más completo sistema de control.
En 1965 habían diseñado y completado con éxito las pruebas estatales del interceptor T-58 (Su-15), que continuaba la evolución de la familia de aviones Su-9 y Su-11.
Durante todos estos años, la compañía había estado continuamente creciendo, con nuevos edificios, nuevas capacidades de producción, un banco de pruebas y un completo laboratorio. El número de empleados creció, en 1953 tenía un número de 1176 personas, de las cuales 357 eran ingenieros aeronáuticos y a principios de 1965, el personal de la fábrica era de 4329 personas, incluyendo 1954 ingenieros, lo que daba una idea de la importancia en la investigación y diseño de la compañía.
Durante todos estos años, la oficina de diseño ha estado en continuo desarrollo: se construyeron nuevos edificios, se desarrollaron capacidades de producción piloto, un banco y una base de laboratorio. El número de empleados creció: renovando su camino en 1953 a partir de una marca de 1,176 personas en total, de las cuales 357 eran diseñadores, a principios de 1965, el personal de la planta estaba formado por 4,329 personas, incluyendo 1954 Ingeniería. Por lo tanto, hubo un claro crecimiento superior en la participación del personal de diseño.

### 1965-1985

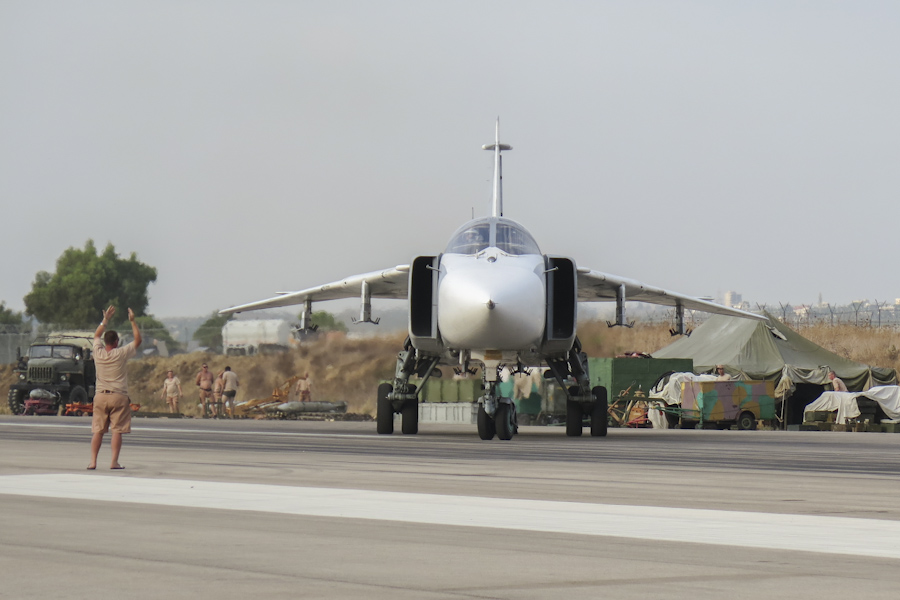
Un Su-24 de la Fuerza Aérea de Rusia en Latakia durante la guerra civil siria (2015).

Los comandantes de la fuerza aérea, en una especificación, publicada en 1964, pedía un avión bombardero que pudiera operar sin depender de las condiciones meteorológicas, capaz de alcanzar velocidades supersónicas a baja altitud, con sistemas avanzados de navegación y precisión al bombardeo. La primera aeronave experimental, el T-6-1, voló en 1967 y tenía un configuración Ala en delta pero el control de la aeronave era insuficiente, así pues se desarrolló el T-6-3 que se demostró también tenía problemas con los vuelos a baja altitud por su pequeña carga alar. Esto se solucionó en el tercer modelo que incluía alas de geometría variable al igual que por ejemplo el modelo anterior Su-17 o el MiG-23. Redesignado como T-6-2IG, efectuó su vuelo de prueba en 1970 y consiguió por fin, superar los requisitos exigidos, siendo puesto en producción con la denominación de Su-15M y posteriormente Su-24. Era el mayor éxito de la oficina Sukhoi desde la construcción del caza Su-2 durante la guerra. Se terminarían construyendo más de un millar de unidades.

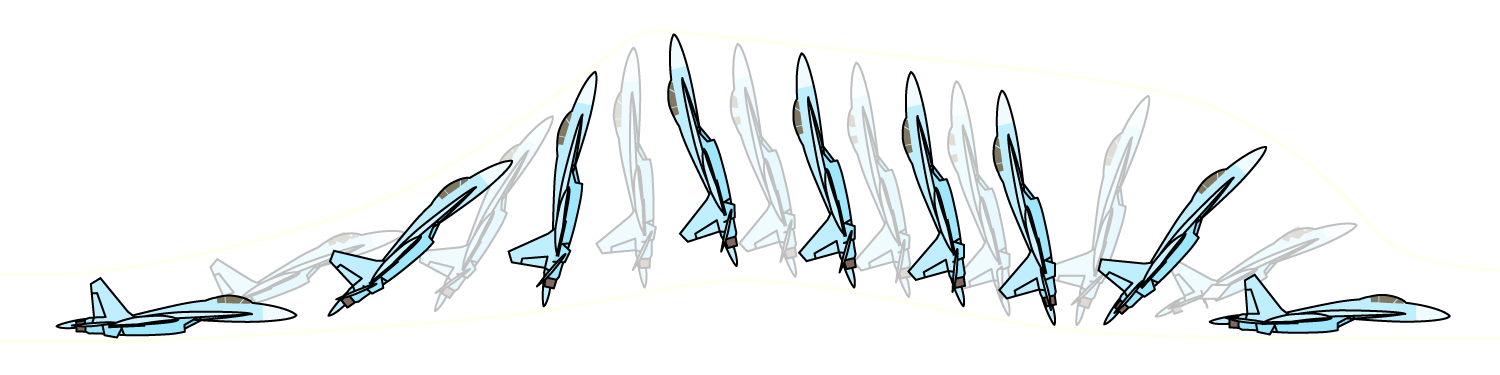
En 1989 en el Paris Air Show de Le Bourget un Su-27 ejecutó lo que se conoció como la cobra de Pugachev. Acrobacia aérea que mostró su alta maniobrabilidad por su gran aerodinámica y potentes motores.

En 1969, la fuerza aérea soviética demandó un nuevo caza que superase al F-15 estadounidense. El programa militar exigía un único avión muy exigente, un reactor de cuarta generación, con capacidad de llevar armamento pesado, de velocidad superior a Mach 2, utilizar pistas de aterrizaje austeras, con gran alcance y una alta maniobrabilidad. El instituto TsGI junto con Sukhoi desarrollaron un diseño preliminar del nuevo caza, que finalmente se convertiría en el Su-27. El proyecto era el décimo diseño de Sukhoi y el prototipo denominado T-10, realizó su primer vuelo el 20 de mayo de 1977. Sin embargo, el prototipo era un fracaso, y el ingeniero Mijaíl Símonov propuso volver a rediseñar desde cero el nuevo avión.
Este nuevo diseño de avión contaba con una importante superficie alar, bimotor y era de timón doble, contaba por primera vez con un sistema moderno de control de mandos de vuelo electrónico (fly-by-wire). El avión empieza a producirse en serie en 1985 aunque por dificultades en su construcción, no entraría oficialmente en servicio en los años 1990. Variantes del Su-27 serían a posteriori las versiones de exportación para China e India renombradas como Su-30, las versiones navalesSu-33 y Su-34, la versión modernizada con mayor electrónica del Su-35, el demostrador tecnológico Su-37 y la versión de exportación para China desde 1998, el Shenyang J-11.
En 1983, Mijaíl Símonov es nombrado como el diseñador jefe y liderará durante casi dos décadas la oficina de diseños de Sukhoi. Además de uno de los creadores del Su-27, al que los pilotos apodaron cariñosamente como «súshki», fue uno de los más laureados ingenieros aeronáuticos de la Unión Soviética con el premio Lenin además de Héroe de la Federación Rusa y condecoraciones nacionales y extranjeras.

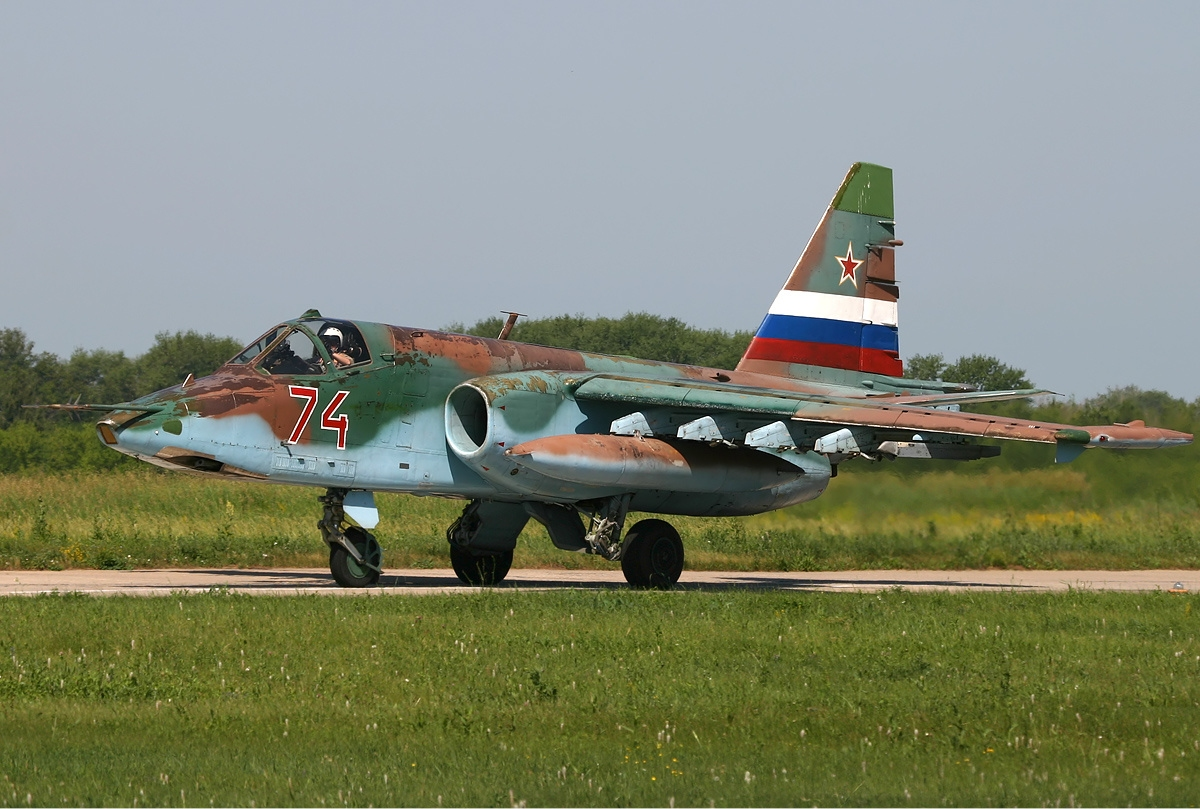
Un Su-25 de la Fuerza Aérea de Rusia en una imagen de 2006.

En marzo, fue anunciado un concurso por la Fuerza Aérea Soviética que demandaba diseños para un nuevo avión de apoyo aéreo cercano y ataque a tierra. Se enfrentaron la oficina de diseño de Sukhoi y el grupo de Yakvlev, Iliushin y Mikoyán. Sukhoi finalizó su diseño numerado como T-8, a finales del año siguiente, y se iniciaron dos primeros prototipos (T8-1 y T8-2) en febrero de 1972. El T8-1, fue el primero en ser finalizado y se completó a tiempo para la gran fiesta nacional del 9 de mayo de 1974. Sin embargo, no realizó su vuelo inaugural hasta el 22 de febrero de 1975 desde la base aérea de Kúbinka, a las afueras de Moscú, donde fue sometido a diferentes pruebas antes de ser escogido frente a su competidor por la ejército soviético. Este nuevo avión con fuerte protección y autosellado con espuma de poliuretano, pasaría a denominarse Su-25 y sería apodado como «grajo» (en ruso: «Грач», transliterado como Grach) por su forma peculiar similar a este ave. El avión de asalto terrestre entró en producción en 1978 en la ciudad de Tiflis, y tuvo un gran éxito por su potencial en la destrucción de blindados en el campo de batalla, llegando a superar el millar de ejemplares construidos. Fue destacada su participación durante la guerra de Afganistán (1978-1992) además de otros conflictos posteriores.

### 1985-1995

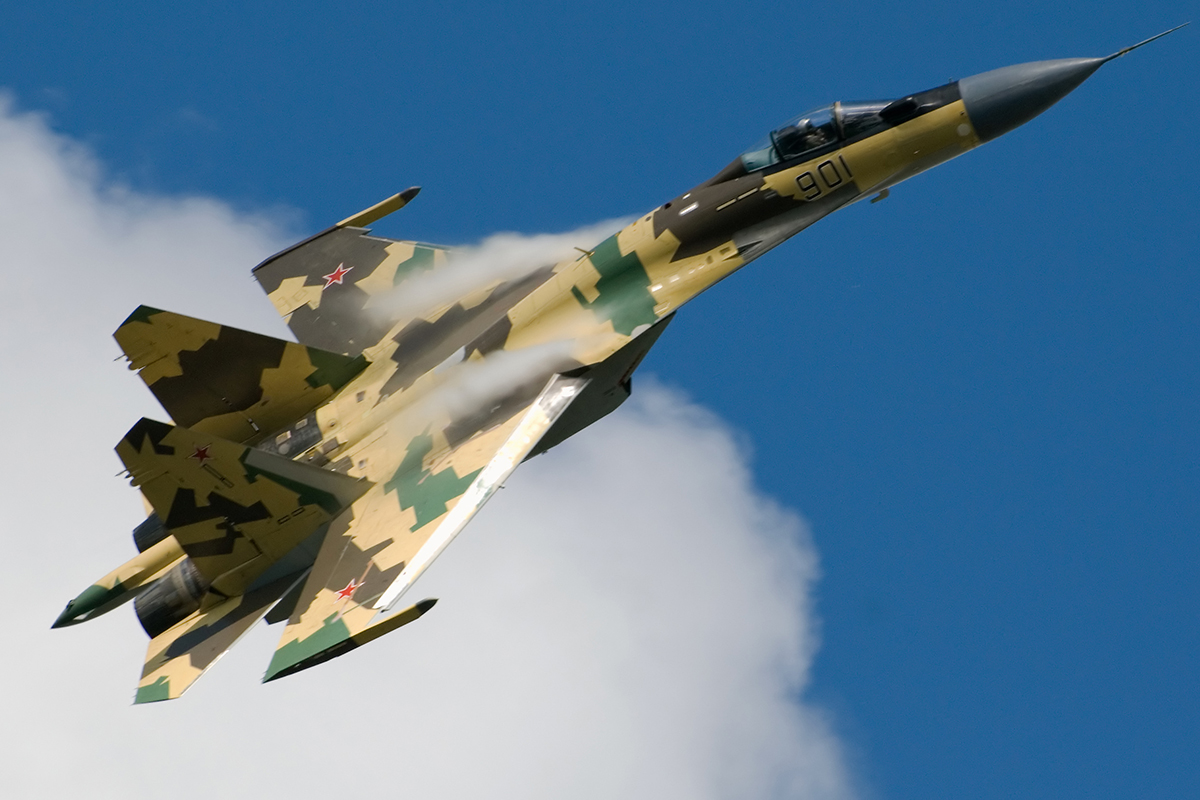
Un Su-35 durante el vuelo, en una foto de 2009.

Después de la disolución de la Unión Soviética a principios de la década de 1990, muchas de la multitud de oficinas y fábricas que trabajaban para la industria de Sukhoi fueron privatizadas en diferentes empresas y el propio Mijaíl Símonov ayudado por el joven Borís Yeltsin, encabezó la exportación de variantes del Su-24 a terceros países como China e India para poder mantener la compañía.
Sukhoi comenzó a diversificar sus productos e inició una subdivisión civil para crear una línea de proyectos de aviación comercial y una alternativa de futuro. Esta nueva subdivisión desarrollaría el proyecto Su-80, y el avión agrícola Su-38, menos de una década después. 
Al comienzo de 1992, el grupo Sukhoi consistía en:
- La oficina de diseño Sukhoi , el diseñador de las aeronaves Su.
- La fábrica de aviación de Novosibirsk V.P. Chkálov (NAPO), una de las mayores fábricas aeronáuticas de toda la Unión Soviética, con la última tecnología y preparada para la fabricación en serie de los cazas Su-27, Su-34 y Su-32.
- La asociación de la industria de aviación de Irkutsk (IAIA), fabricante de los cazas MiG-23 y los complejos bombarderos MiG-27.
- La asociación para la Producción de Aeronaves de Komsomolsk del Amur (KnAAPO), encargados de producir Su-27.
- La fábrica de aviación de Tiflis (TAM) en Georgia, que elaboraban el avión de ataque terrestre Su-25.
- La fábrica de aviación de Ulan-Ude, que además de helicópteros fabricaba cazas de entrenamiento Su-25.

En 1996, el gobierno ruso volvió a reunir la mayor parte de las empresas que anteriormente formaban parte de Sukhoi para crear una nueva corporación Sukhoi. Paralelamente, otras partes de la antigua empresa, como la fábrica de Ulán-Udé, la fábrica de Tiflis, y otras fábricas, establecieron líneas independientes de producción y mantenimiento de aviones de Sukhoi para sus propias fuerzas armadas o terceros países. El 26 de agosto, el presidente de la compañía firmaba un nuevo acuerdo para crear el complejo industrial Sukhoi, con las empresas asociadas la oficina de diseño Sukhoi, NAPO, IAIA,  KnAAPO y la compañía de aviones anfibios Beriev.

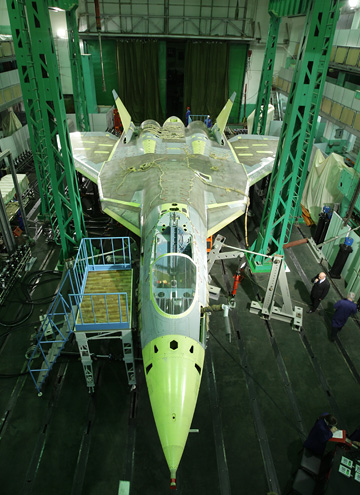
Ensamblaje de un Su-57 en la compañía Sukhoi en 2010.

### En la actualidad

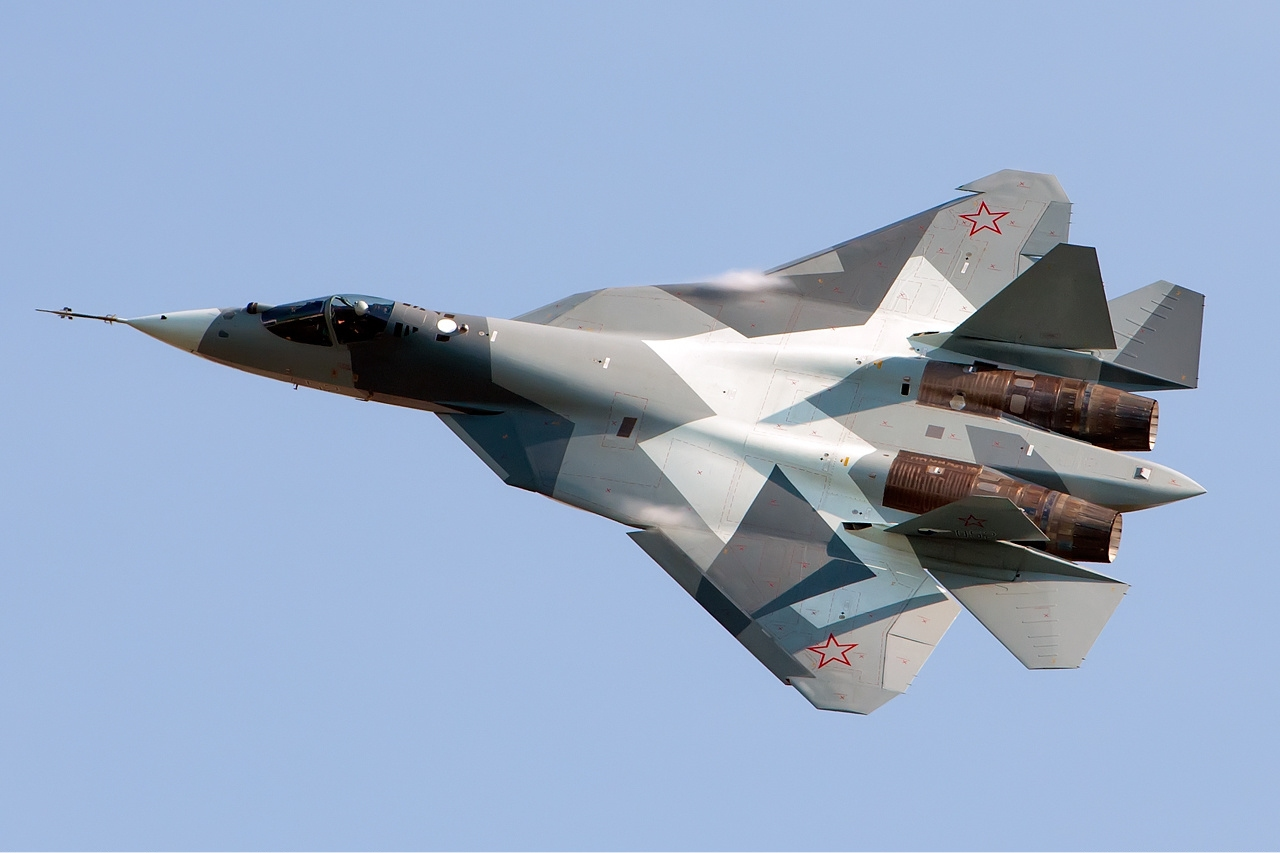
Uno de los prototipos del Sukhoi Su-57.

En el año 2000, para crear y desarrollar nuevos modelos de aeronaves comerciales se fundó con el nombre internacional de Sukhoi Civil Aircraft Company (nombre oficial JSC «SCA»).
En 2004, la empresa ganó el concurso para desarrollar un avión de quinta generación para la Fuerza Aérea de Rusia. Es el proyecto de diseño más complejo y tecnológicamente avanzado de la compañía. Los primeros prototipos se designaron con la denominación T-50 y actualmente es conocido oficialmente como Su-57. La aeronave esta pensada para emplear un nuevo diseño de motor, tecnología furtiva para disminuir su sección radar equivalente al mínimo, y de una gran maniobrabilidad de ángulos superiores a sus predecesores. Aunque muy caro, esta previsto que sea en algunas de las áreas de la fuerza aérea como uno de los sustitutos de los MiG-29 o Su-27, además de incorporar tecnologías y experiencia ya empleada en el S-37, MiG MFI, Su-35BM o MiG-35.
En febrero de 2006, el gobierno ruso fusionó la compañía Sukhoi con las empresas aeronáuticas Mikoyán, Iliushin, Irkut, Túpolev, y Yakovlev para crear una enorme corporación conocida como OAK (las siglas en ruso de: «Объединённая авиастрои́тельная корпора́ция», es decir, Corporación de Aeronaves Unidas).
El 26 de agosto de 2007, la empresa presentó su avión civil de alcance regional SSJ100 o simplemente Superjet 100. En 2011 entró en servicio y en 2018 había vendido o alquilado al menos unos 150 aviones, principalmente a compañías rusas como Aeroflot.

### Cambio de nombre de Sukhoi Superjet 100 y la integración a Corporación Irkut
A fines de noviembre de 2018, la UAC transfirió Sukhoi a Irkut para convertirse en la división de aviones de UAC, debido al bajo rendimiento financiero del avión Superjet 100. Irkut administrará el Superjet 100, el MC-21 y el CR929 de fuselaje ancho de China, pero el turbohélice de pasajeros Il-114 y el modernizado Iliushin Il-96-400M de fuselaje ancho se quedarán en Iliushin. La nueva división comercial también incluirá la oficina de diseño de Yakovlev y el fabricante de materiales compuestos, AeroComposit.
Actualmente el 21 de febrero de 2020 Superjet 100 Maker renombrado como rama regional de aviones de Irkut, cambia de nombre a Superjet 100 y la empresa Sukhoi pasó a llamarse:Regional Aircraft – Branch of the Irkut Corporation.

## Organización
- JSC Sukhoi Company
  - CJSC Sukhoi Civil Aircraft (Actualmente:Regional Aircraft – Branch of the Irkut Corporation[14][15])
  - JSC Sukhoi Design Bureau
  - JSC Sukhoi Holdings
  - Branches
    - Komsomolsk-on-Amur Aircraft Production Association (KnAAPO)
    - Novosibirsk Aircraft Production Association (NAPO)

## Presencia internacional
La compañía tiene fuerte presencia en Rusia, por ejemplo los Su-27, Su-30, Su-35, Su-24, Su-25 y Su-33 están en servicio actualmente en la Fuerza Aérea de Rusia.
Pero además, más de dos mil cazas Sukhoi se han vendido especialmente a China e India, además de Irak, Yemen, Egipto, Libia, Perú, Angola o Venezuela, y otros terceros países que han heredado la flota aérea exsoviética como Polonia, República Checa, Eslovaquia, Hungría, Alemania o Bielorrusia.

## La rivalidad entre Sukhoi y MiG

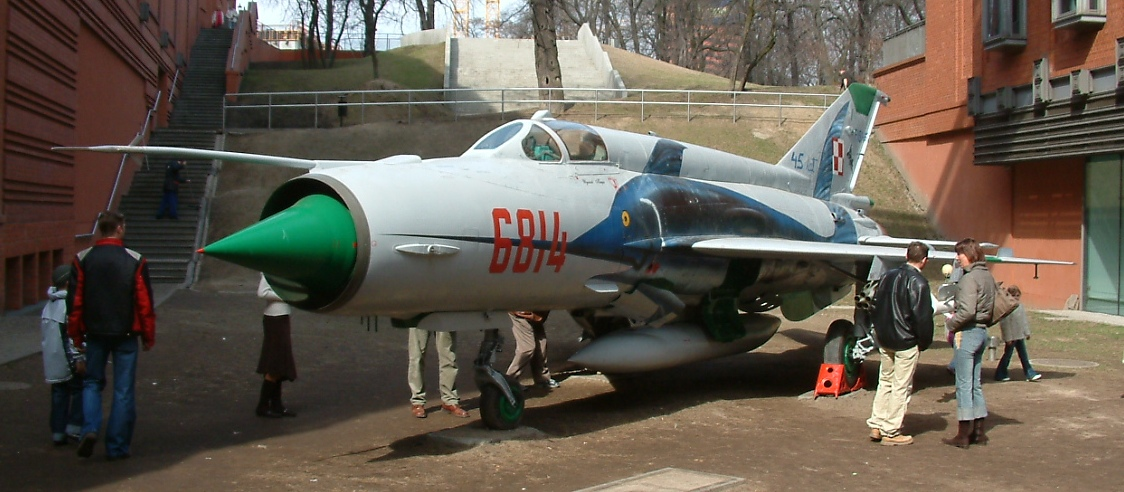
Un caza MiG-21 en una foto de 2006.

El mayor competidor de Sukhoi en la Unión Soviética fue la compañía de Mikoyán, creadora de los aviones MiG. Durante la década de los años cincuenta y sesenta, la oficina de diseño de Sukhoi desarrolló sistemas complejos y avanzados, sin embargo la compañía creadora de los MiG tuvo bastante éxito de ofrecer sus aviones a la Fuerza Aérea Soviética por ser más sencillos y baratos de construir, siendo ensamblados a gran escala. Mientras, los Su-7, Su-11, Su-15 y especialmente el Su-27 tenían fama de ser tecnológicamente muy avanzados y estaban más cerca del concepto occidental de desarrollos aeronáuticos más costosos pero también más efectivos y evolucionados. El éxito relativo del MiG-21 durante la guerra de Vietnam, logró dar una cierta leyenda al grupo MiG, sin embargo la evolución con el MiG-23 dio señales de agotamiento y pérdida de la confianza.

## Listado de diseños de la compañía

### Aviones militares

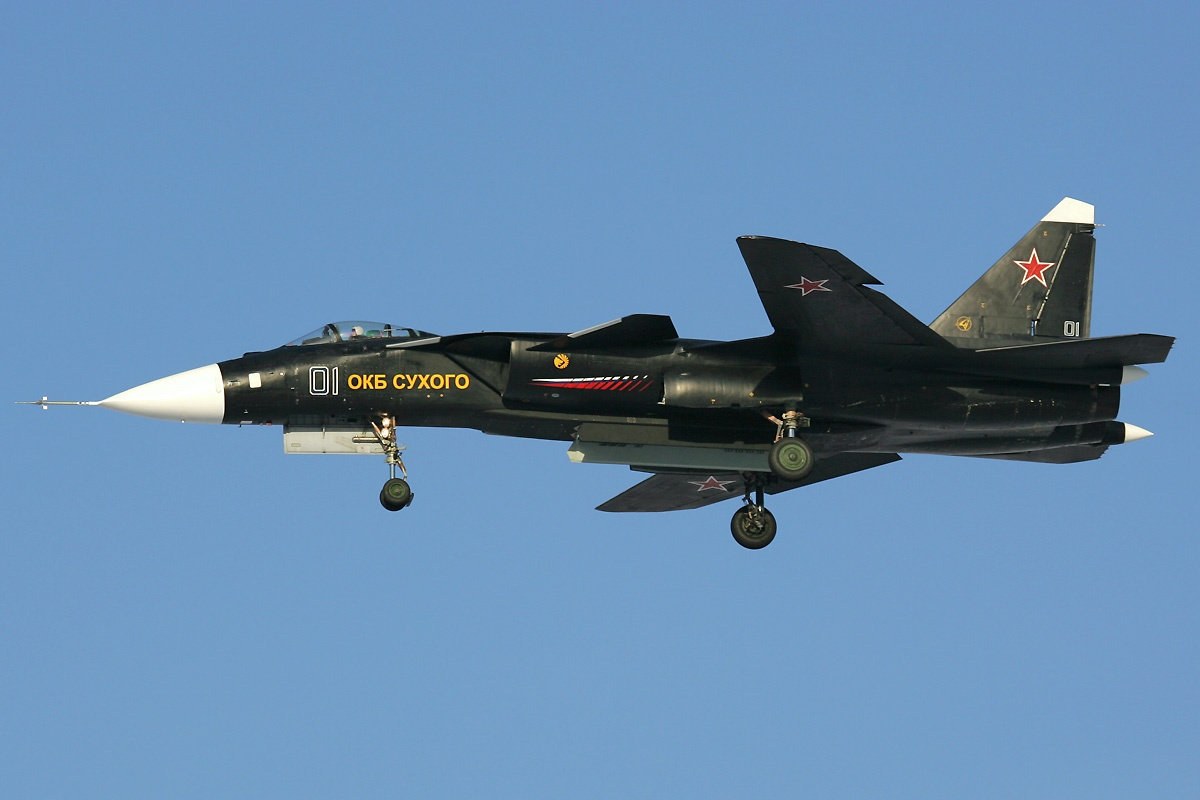
El prototipo experimental Su-47 con alas invertidas.

La compañía ha creado decenas de diseños de aviones, entre ellos según la denominación oficial del fabricante el listado es:
- Su-1 I-330
- Su-2 BB-1
- Su-3 I-360
- Su-4 (proyecto)
- Su-5 I-107
- Su-6
- Su-7
- Su-7 y Su-7 UTI Moujik (versión de entrenamiento)
- Su-8 o DDBSh
- Su-9 y Su-9 UTI Maiden (versión de entrenamiento)
- Sukhoi Su-9 (1946)
- Su-9
- Su-11
- Su-15
- Su-17
- Su-19 (proyecto)
- Su-20 (versión de exportación)
- Su-22
- Su-23 (proyecto versión naval)
- Su-24
- Su-25
- Su-27
- Su-30
- Su-30MKI (versión de exportación para India)
- Su-30MKK (versión de exportación para China)
- Su-30MKM (Versión altamente especializada para Malasia)
- Su-30MK2 (versión de exportación para Venezuela)
- Su-30MKV (con mejoras en la electrónica, y soporte para misiles antibuque Kh-31 y Kh-59 por pedido de Venezuela.)
- Su-30MK2V (Variante Su-30MK2 para Vietnam con modificaciones menores.)
- Su-33 (Su-27K) (naval)
- Su-34 (Su-27IB) (versión naval de ataque)
- Su-35 (Su-27M)
- Su-37
- Su-39 (Su-25TM)
- Su-47 (S-37)
- Sukhoi Su-57, más conocido como «PAK FA», con la denominación de desarrollo T-50. Es el mayor y último desarrollo tecnológico de la compañía (10 prototipos construidos)[16]
- Sukhoi Su-75 Checkmate (Prototipo)

### Aviones comerciales
- Sukhoi Su-80, bimotor de capacidades STOL.

### Ex-aviones comerciales
- Sukhoi Superjet 100, proyecto de avión regional iniciado conjuntamente con las compañías Beriev e Iliushin. Actualmente en producción en solitario por Sukhoi. Actualmente desde 2018 ya no forma parte de Sukhoi, ahora pertenece a la división de la Corporación Irkut y cambia de nombre a Superjet 100 eliminando el nombre de Sukhoi.

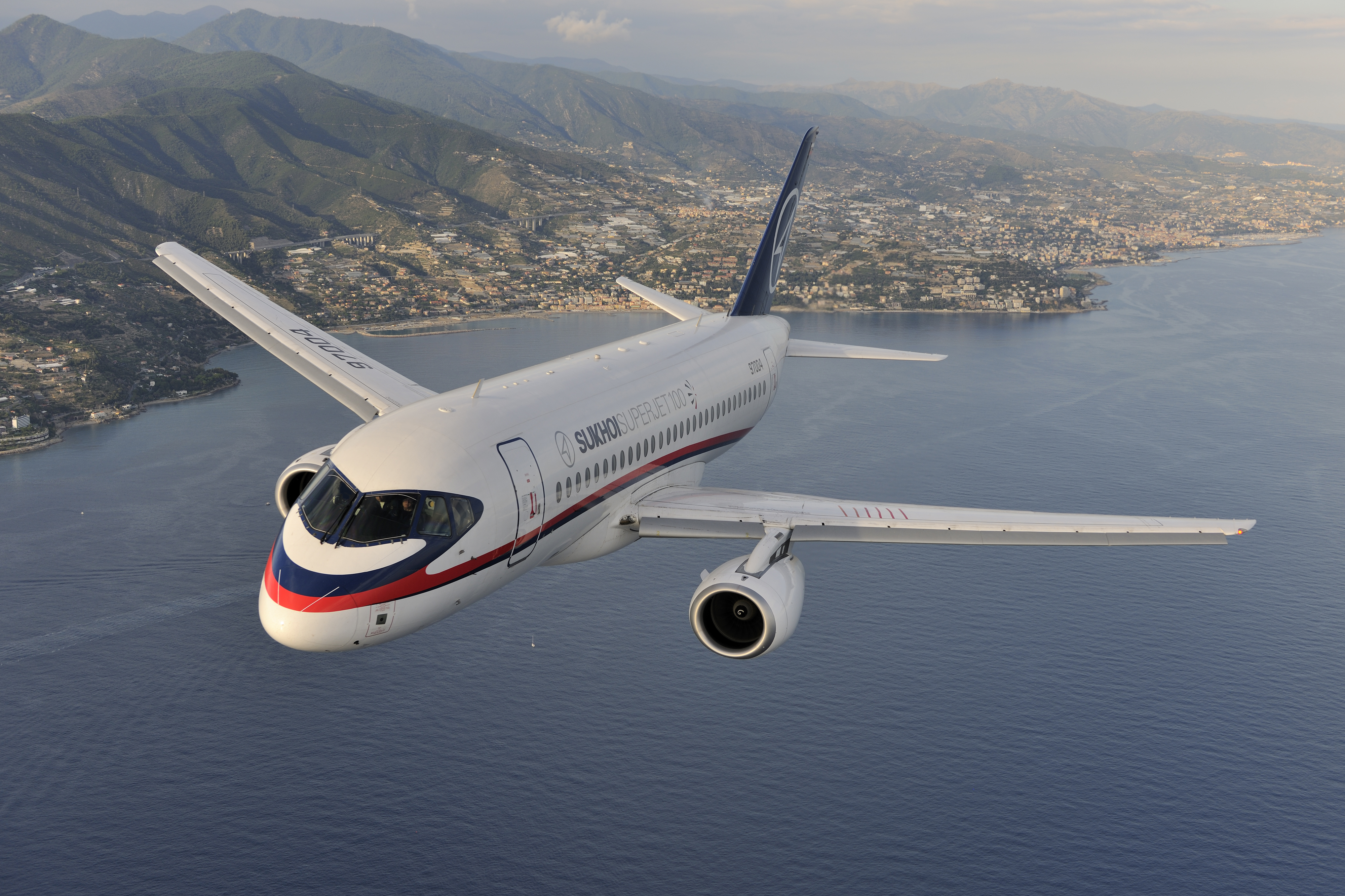
Sukhoi Superjet 100

### Aviones civiles acrobáticos

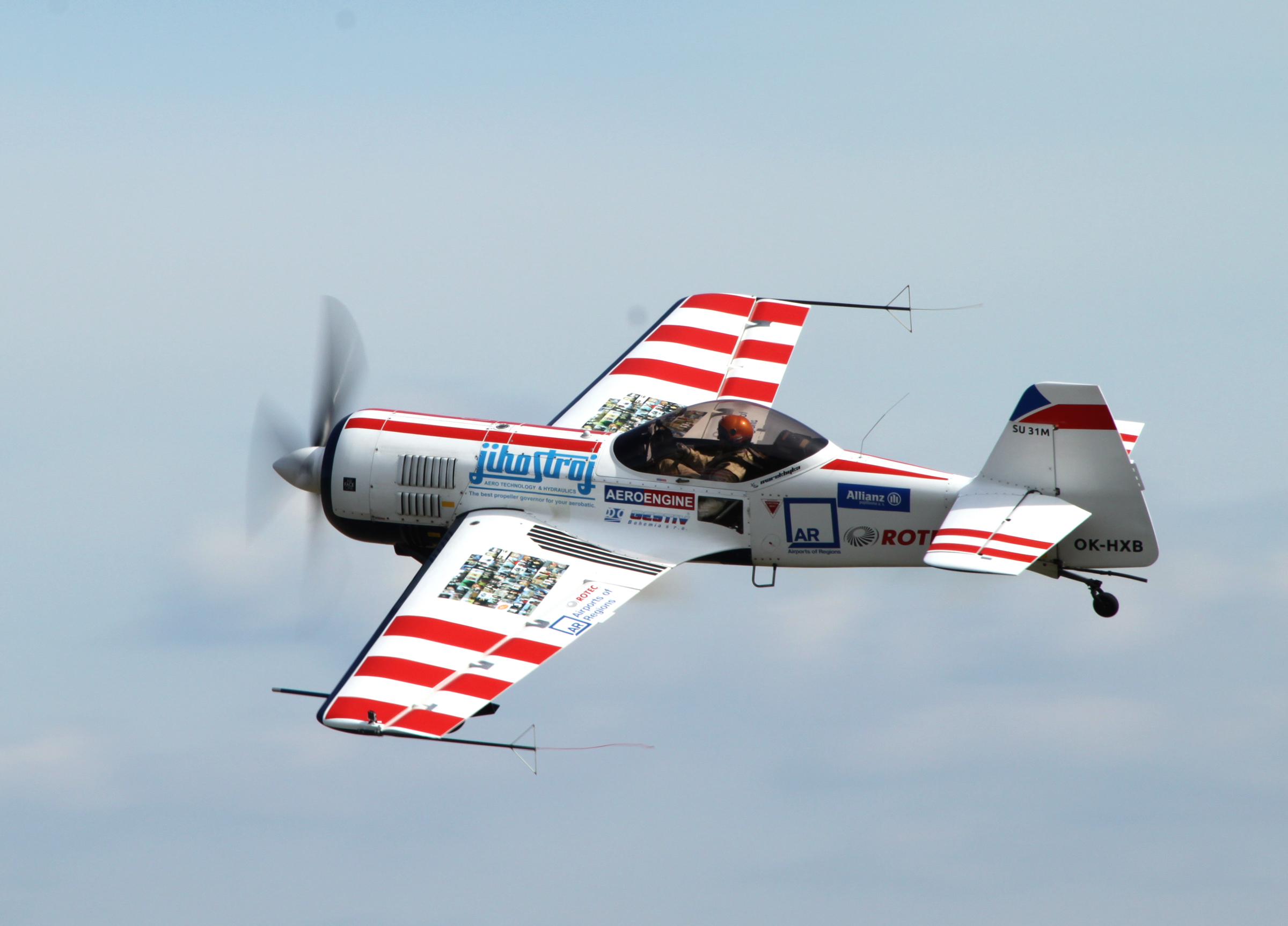
Su-31 Festival Aéreo CIAF 2015, República Checa

- Su-26 monoplaza
- Su-29 biplaza
- Su-31 monoplaza
- Su-49 monoplaza